# الجنود الأطفال في جمهورية إفريقيا الوسطى
الجنود الأطفال في جمهورية أفريقيا الوسطى استخدمت الجماعات المسلحة ما يصل إلى 10000 طفل في النزاع المسلح في جمهورية إفريقيا الوسطى بين عامي 2012 و2015، وابتداء من العام 2016 تسمر هذه المشكلة على الصعيد الوطني. استعمل تحالف الجماعات المسلحة «سيليكا» ذو الأغلبية المسلمة وميليشيات «أنتي بالاكا» ذات الأغلبية المسيحية الأطفال بالنزاع المسلح وبعضهم بسن الثامنة فقط.

## الخلفية
اندلع في العام 2005 نزاع مسلح بين حكومة الرئيس فرنسواز بوزيزي والجماعات المسلحة التي دعمته للاستيلاء على السلطة في عام 2003 . وبعد محادثات سلام نتج عنها بعض الاستقرار، نشب صراع جديد بين نفس الأحزاب في عام 2012. وشكلت الجماعات المسلحة تحالف «سيليكا» ذو الأغلبية المسلمة والذي أطاح بالرئيس.
ردا على إنتهاكات حقوق الإنسان التي اركبت من طرف تحالف سيليكا المنتصر، ظهرت جماعة «أنتي بالاكا» وهي حركة مسلحة لا مركزية تتشكل بشكل أساسي من ميليشيات مسيحية وأروحانية والتي كانت مدعومة من قبل حكومة فرانسواز بوزيزي. ثم تم تعزيز هذه الحركة عبر انشقاق أفراد من القوات المسلحة الموالية للرئيس السابق وبدأت في ارتكاب إنتهاكات ضد الأقلية المسلمة في البلاد. تبع ذلك أعمال عنف بين المجتمع المسيحي والمسلم وجند الطرفان الأطفال لأهداف عسكرية. في العام 2013 قدرت اليونيسيف أنه استخدمت ما يقارب 2000 بهذه طفل بهذه الطريقة، ثم ارتفع هذا العدد ليصل إلى ما بين ال6000 إلى 10000 طفل.
في مايو 2015، جمع منتدى بانغي ممثلين عن الحكومة الانتقالية والبرلمان والجماعات المسلحة والمجتمع المدني والزعماء الدينيين. ووقع عدد من الجماعات المسلحة خلال الاجتماع اتفاقية نزع السلاح والتسريح وإعادة الإدماج والعودة إلى الوطن ووافقت على إطلاق سراح آلاف الأطفال.
في عام 2016، عاد قدر من الإستقرار إلى جمهورية إفريقيا الوسطى ووفقًا للأمم المتحدة تم بشكل رسمي فصل 2691 فتى و 1206 فتاة عن الجماعات المسلحة.  وعلى الرغم من ذلك، فقد زاد تجنيد الأطفال وإستخدامهم لأهداف عسكرية بحوالي 50 في المائة ويعزى ذلك في الغالب إلى الجماعة المسلحة المعروفة باسم جيش الرب للمقاومة.
قام عضوان من قوة العمليات الخاصة للولايات المتحدة في عملية البوصلة المراقبة بعمل فيلم وثائقي أسمه "My Star in the Sky" حول جندي طفل هرب من جيش الرب للمقاومة وأصبح يساعد على إنهائه وقد تم عرض الفيلم في الجامعات ومراكز الأبحاث لصالح المنظمات غير الربحية التي تساعد على إنهاء استخدام الأطفال كجنود.

## القانون

### تعريفات
تعرف إتفاقية حقوق الطفل الطفل بأنه كل إنسان لم يتجاوز الثامنة عشرة. وتعرف مبادئ باريس المتفق عليها من قبل الجمعية العامة للأمم المتحدة الجندي الطفل الآتي: «أي طفل يرتبط بقوة عسكرية أو بجماعة عسكرية هو أي شخص دون سن الثامنة عشر من العمر ولا يزال أو كان مجنّداً أو مُستخدَماً بواسطة قوة عسكرية أو جماعة عسكرية في أي صفة بما في ذلك على سبيل المثال وليس الحصر الأطفال والغلمان والفتيات الذين يتم استخدامهم محاربين أو طهاة أو حمّالين أو جواسيس أو لأغراض جنسية»

### الالتزامات
منذ عام 1992 وجمهورية إفريقيا الوسطى ملتزمة باتفاقية حقوق الطفل التي تتطلب من الدولة «اتخاذ جميع التدابير الممكنة عمليًا لضمان عدم اشتراك الأطفال الذين لم يبلغوا بعد سن الخامسة عشرة في الأعمال العدائية». منذ 2017، أصبحت جمهورية إفريقيا الوسطى ملتزمة أيضًا بالمعايير العليا للبروتوكول الاختياري بشأن اشتراك الأطفال في النزاعات المسلحة، والذي يتطلب من الحكومة «اتخاذ جميع الإجراءات الممكنة عملياً لضمان عدم اشتراك الأشخاص الذين تقل أعمارهم عن ثمانية عشرعامًا بشكل مباشر في الأعمال العدائية أو تجنيدهم إجباريًا في قواتها المسلحة».
الجماعات المسلحة التي تستخدم الأطفال
وفقا للمنظمة الدولية لتجنيد الأطفال، الجماعات المسلحة الأكثر شهرتا بتجنيد الأطفال وإستخدامهم بأعمال عدائية قبل 2012 هي:
- حركة اتفاقية الوطنيين من أجل العدالة والسلام (Convention des Patriotes pour la Justice et la Paix/CPJP)

- الجبهة الديمقراطية لشعب جمهورية أفريقيا الوسطى (Front démocratique du peuple centrafricain)
- جيش الرب للمقاومة (LRA)

- حركة محرري أفريقيا الوسطى من أجل العدالة (Mouvement des Libérateurs Centrafricains pour la Justice / MLC)

- الجيش الشعبي لإعادة الديمقراطية (Armée Populaire pour la Restauration de la Démocratie / APRD)

- اتحاد القوى الديمقراطية من أجل الوحدة (Union des Forces Démocratiques pour le Rassemblement/UFDR)

بعد عام 2012 شهد تجنيد الأطفال للأغراض العسكرية زيادة ملحوظة في ظل تحالف سيليكا وحركة أنتي بالاكا.

## عوامل الخطر
وفقا لبحث أجرته المنظمة الدولية لتجنيد الأطفال في جمهورية أفريقيا الوسطى:
«عادة ما ينضم الأطفال إلى الجماعات المسلحة من تلقاء أنفسهم أو بناءً على طلب أسرهم - وهذا لا يرقى إلى التجنيد الطوعي الذي يتطلب الموافقة الحرة والمستنيرة. ويبدو أن الدوافع الأساسية للأطفال تشمل الانتقام بعد الفجيعة؛ والحاجة إلى الحماية؛ أو الشعور بواجب الدفاع عن مجتمعاتهم. كما أن صعوبة الإلتحاق بمقاعد التعليم في جميع أنحاء البلاد يعد عاملاً مساهماً»

## الاستخدامات العسكرية
تقول المنظمة الدولية لتجنيد الأطفال أنه يتم تدريب أولاد وبنات بعضهم أعمارهم تقل عن ثماني سنوات على القتال واستخدام الأسلحة الخفيفة مثل ال أي كي -47 والسكاكين والمناجل، وغالبًا ما يتم الزج بالأطفال في مواقع الخطوط الأمامية. كما يتم استخدام الأطفال على نطاق واسع كحراس وحمالين ومراسلين وجواسيس وطهاة ولأغراض جنسية. وأفادت المنظمة أن الأطفال الصغار مفضلون في مهام الدعم مثل إعداد الطعام وغسل الملابس أو العمل كمراسلين وحمالين وأن عددًا كبيرًا من الأطفال تم تكليفهم بإغلاق الطرق وإنتزاع الأموال والمقتنيات الثمينة من المسافرين كم أن وصمة العار الشديدة المرتبطة بالعنف الجنسي تؤدي إلى نقص كبير في البلاغات ولكن تلقت الأمم المتحدة تقارير تفيد بأن عددًا كبيرًا من الفتيات وبعض الفتيان تم استخدامهم لأغراض جنسية بما في ذلك الاغتصاب الجماعي.